# ضاحية سافان
سافان أو سافانا (بالإنجليزية: Savanne District)‏، هي إحدى ضواحي موريشيوس، وتقع في جنوب الجزيرة. تبلغ مساحتها 244.8 كيلومتر مربع، وبلغ عدد سكانها في 31 ديسمبر 2015 68,585. الجزء الجنوبي من الجزيرة هو واحد من أكثر المناظر الطبيعية الخلابة البكر.